# Фірдоусі
Абул-касим Фірдоусі (Хаким Абулкасим Мансур Хасан Фірдоусі Тусі, народився 940, помер між 1020 і 1030) — перський поет, автор епічної поеми «Шах-наме» («Книга царів»), йому приписується також написання поеми «Юсуф і Зулейха» (біблейсько-коранічний сюжет про Йосифа).

## Життя і творчість

### Життєпис
Народився приблизно в 1000 в околицях міста Туса в Хорасані (залишки цього міста недалеко від теперішнього Мешхеда) в сім'ї дихкана, як тоді називали поміщиків-феодалів. Можна вважати, що маєтки Фірдоусі були невеликі та лише насилу годували їхніх власників, положення яких в ці роки безупинних воєн було дуже важким. Про дитинство і юність Фірдоусі в нас відомостей майже немає. Поза сумнівом, проте, що він здобув хорошу за тодішнім часом освіту, вільно володів обома літературними мовами Ірану тієї епохи — арабською та перською, і, можливо, навіть був знайомий і з літературною мовою домусульманського Ірану пехлеві або середньоперською. Молодість поета припадає на той період історії Ірану, коли місцева феодальна аристократія після ряду років арабського панування звільнилася від ярма завойовників і у віддалених частинах халіфату знову захопила владу в свої руки.
Тому цілком зрозуміло, що в цьому середовищі, що претендувало на владу і протиставляло себе арабам, розвинувся широкий інтерес до національних іранських переказів і традицій, які вона наполегливо прагнула воскресити. Це захоплення випробував і молодий Фірдоусі, який, схоже, з ранніх років присвячував своє дозвілля вивченню старих хронік і, можливо, навіть збиранню усних переказів.
Центром літературного життя цього періоду була Бухара, де правила династія Саманідів, що обґрунтовувала своє право на владу тим, що нібито вела своє походження від домусульманських царів Ірану. При дворі цієї династії виникла вперше думка дати верифіковану новоперську обробку придворної хроніки Саманідів — «Худай-наме» (Книга царів). За виконання цього завдання узявся молодий талановитий поет Дакикі. Проте він встиг написати тільки близько 1 000 бейтів (двовіршів) своєї грандіозної поеми, коли його життя трагічно обірвалося (975). Ймовірно, слух про це долетів і до Фірдоусі, і він вирішив завершити справу, почату його попередником. Так виникла знаменита «Шах-наме». Східні хроніки оточили створення цієї поеми цілою легендою і повідомляють, що вона нібито була замовлена Фірдоусі правителем Газні (у теперішньому Афганістані) султаном Махмудом Газневі. Легенда ця, при всій своїй ефектності, за хронологічними міркуваннями, критики не витримує і тепер сходознавцями абсолютно відкинута.
Фірдоусі, за власним визнанням, працював над поемою близько 30 років. За час цієї роботи матеріальний стан його розхитувався дедалі більше, і до кінця роботи старий поет, як це виявляється з самої поеми, вже стояв перед загрозою голодної смерті.
Схоже, в цьому скрутному становищі його окриляла надія, що правителі Бухари, Саманіди, щедро оплатять його грандіозну працю і забезпечать його старість. Але до моменту закінчення поеми династія Саманідів розвалилася, і на зміну їй прийшов знаменитий султан Махмуд Газневі [998—1030], що вів своє походження від турецького раба Саманідів. Спроби Фірдоусі знайти покупця для своєї поеми серед дрібної аристократії не увінчалися успіхом, і він був вимушений звернутися із пропозицією до наймогутнішого правителя своєї епохи, тобто Махмуда. Проте Махмуд надії Фірдоусі не виправдав: або нічого не заплатив йому, або обмежився лише нікчемною подачкою.

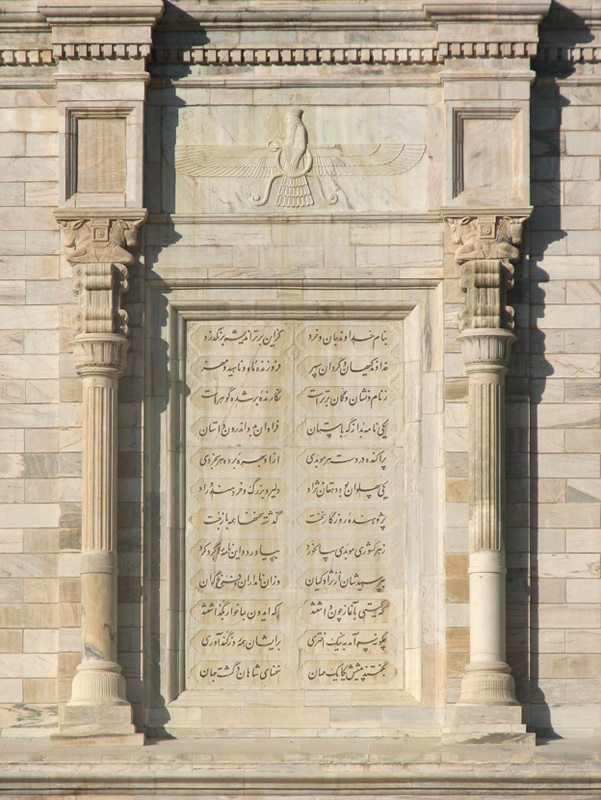
Фасад гробниці Фірдоусі в місті Тус

Це не дивно, бо основна думка «Шах-наме» — легітимістська теорія про те, що лише спадкові носії царської влади (коли наступник пов'язаний із стародавніми царськими родами) мають право на владу в Ірані — була надзвичайно корисна політично для Саманідів, але для Махмуда, що спирався тільки на право сильного, була украй небезпечна.
Відмова султана розгнівала Фірдоусі, і в люті поет написав блискучу сатиру на Махмуда, в якій докоряв султанові його походженням (від раба). Навряд чи султан колись бачив цю сатиру, проте Фірдоусі вже не міг залишатися на батьківщині і втік, ставши на старості років бездомним блукачем. Діставшись до Багдада, 80-річний старий написав свою другу поему, — «Юсуф і Зулейха», на сюжет біблейської легенди про Йосипа Прекрасного. У цій поемі поет відрікається від свого безсмертного «Шах-наме», називаючи всі легенди про старих царів брехнею. Поема ця за своєю значущістю суттєво поступається «Шах-наме», але в ній містяться дивовижні рядки, присвячені тузі Йосипа на чужині і гіркоті від розлуки його з батьком, поза сумнівом навіяні особистими переживаннями блукача, що на той час втратив свого єдиного сина, і що остаточно залишився без підтримки. Невелика нагорода, отримана за другу поему, дала старому можливість повернутися на батьківщину, де він і помер в убогості між 1020 і 1026.

### Шах-наме
«Шах-наме» — одна з найбільших поем в світовий літературі і становить близько 60 тисяч бейтів (двовіршів). Вона розповідає всю напівлегендарну історію домусульманського Ірану і розпадається на три великі частини:
1. теогонічну, що оповідає про міфологію стародавнього Ірану і утворення людського суспільства у вигляді історії міфічних Пішдадидів (царів стародавнього благочестя);
2. богатирську, присвячену війнам між Іраном і Тураном, під яким треба розуміти кочових іранців, що вели безперервні війни з іранцями осілими;
3. історичну: історію дому Саманідів, його падіння і підкорення Ірану арабами.

План цей відповідає старій саманідськой хроніці «Худай-наме», котра (мабуть в арабському і пізнішому перському перекладі) і послужила Фірдоусі головним джерелом. Але крім неї поет удався також і до невичерпної скарбниці іранських народних епічних переказів і, використовуючи стародавні легенди про богатирів, зумів силою свого таланту пожвавити суху хроніку і додати їй дивовижну єдність, примусивши другу і третю частини ніби повторювати першу частину і тим самим зв'язавши розрізнені епізоди в одне художнє ціле. Якщо самий початок поеми дещо блідіший, то вже з безсмертного епізоду повстання коваля Каве проти іноземного тирана — напівзмія Зохака — вона набуває дивовижної жвавості і в драматичній боротьбі Ірану і Турана піднімається до вищої напруги. Для цієї частини Фірдоусі використовував не включені в сасанідську хроніку перекази Сістана і створив яскраву фігуру богатиря Рустама з його конем Рахшем. Витязь цей є головною опорою правовірних іранських князів, що борються з демонічними силами; образ цей став улюбленим героєм широких народних мас і розповсюдився далеко за межі Ірану, знайшовши своє віддзеркалення навіть і в староруській літературі (під ім'ям Єруслана Лазаревича, через форму Арслан; Лазаревич — від імені отця Рустама Зал-і зар). Із смертю Рустама кінчається період богатирський, і читач вже вступає на ґрунт історії. Сасанідська частина «Шах-наме» дослідниками вважається слабкішою і сухішою, але це не цілком правильно, бо і ця частина рясніє яскравими епізодами, на зразок романа про Бехрам Гуре, що низкою рис нагадує європейського Дон-Жуана, або Вехрама Чубіне, бунтівного васала, драматична кар'єра котрого викликає на пам'ять Макбета.
До кінця поеми фарби стають дедалі похмурішими й похмурішими, і завершується оповідь трагічною загибеллю останнього Сасаніда Єздегирда від руки вбивці. Розповідь про арабів дихає неприхованою ненавистю до завойовників, причому поет, попри своє мусульманство, навіть забуває про те, що з середовища цього народу вийшов пророк ісламу — Мухаммед.
У тканину поеми вкраплені окремі епізоди, що розвиваються в цілі романи і пов'язані з основною оповіддю тільки частковою спільністю дійових осіб, як знаменитий роман про Біжене і Маніже. Якщо переважно поема відповідає нашому уявленню про епос і викладає своє оповідання спокійно і безпристрасно, то в ліричних епізодах, і особливо в кінці поеми, Фірдоусі часто покидає цей спокійний тон і переходить до ліричних відступів або додає в розповідь пристрасні, схвильовані тони.

### Значення

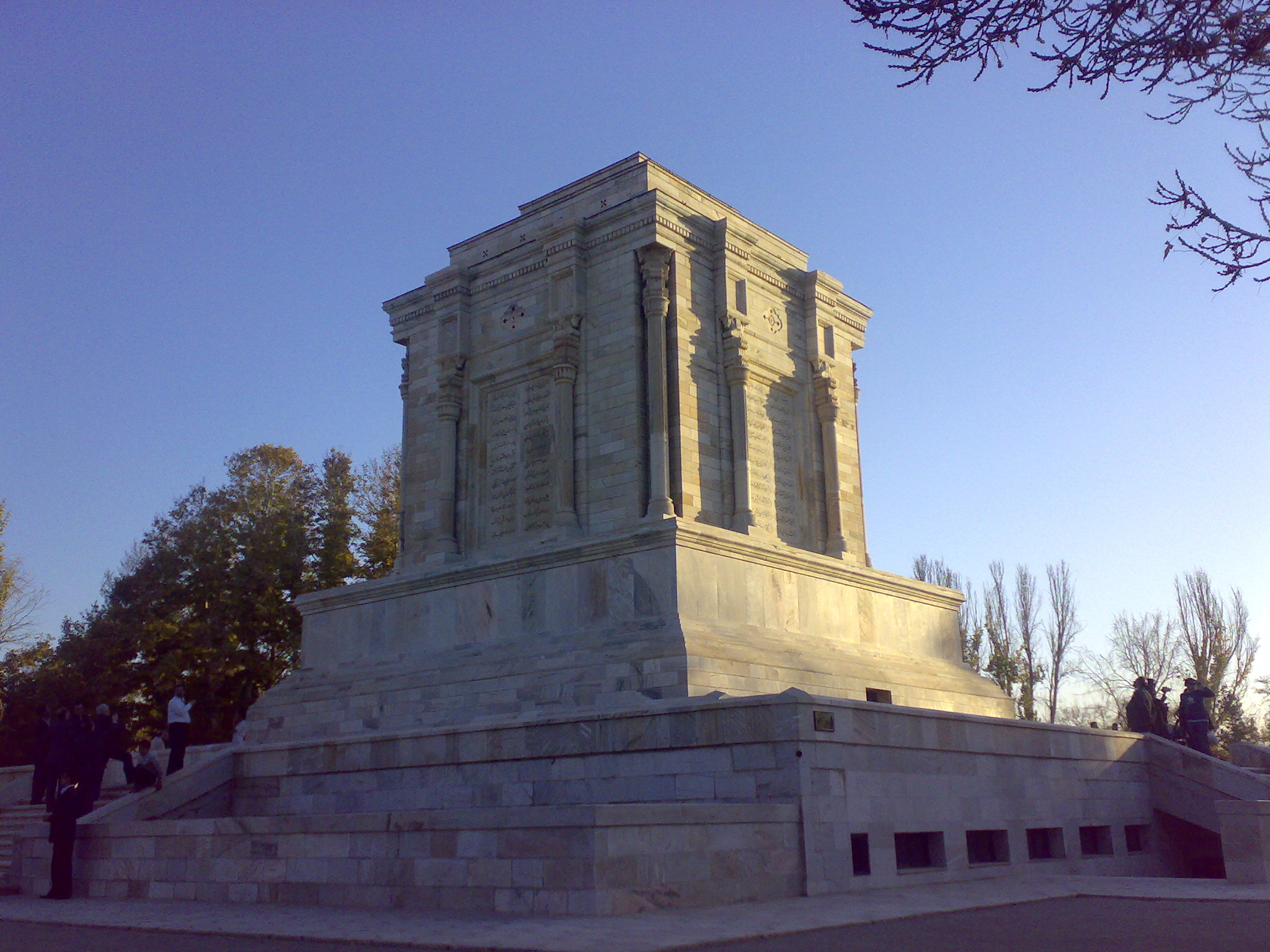
Мавзолей Фірдоусі у Тусі

Вплив «Шах-наме» на всю іранську літературу було надзвичайно великий. Майже весь подальший розвиток епосу в Ірані так чи інакше пов'язаний з цією поемою. Спроби наслідувати «Шах-наме» робилися ще в XIX ст., коли придворний поет Каджара Фета-Алішаха намагався в стилі Фірдоусі оспівати боротьбу Ірану з царською Росією. Поширена вона і в народі, де носіями її були особливі оповідачі, що висловлювали її, проте, із значними відступами і доповненнями.
У Європі вивчення Фірдоусі почалося вже наприкінці XVIII століття. 1829 року в Калькутті з'явилося перше критичне видання перського тексту Тернер-Мекоана (Turner Macan), що досі зберегло своє значення. За ним, у [1838—1878], вийшло видання Ж. Моля (J. Mohl) і незавершене видання Вуллерса (I. A. Vullers, 3 vls., Leiden, 1877—1884). З'явилися також кілька повних і скорочених перекладів англійською, французькою, італійською, російською та іншими мовами. Проте досі немає справжнього критичного видання тексту, яке дозволило б з упевненістю відрізнити справжні рядки Фірдоусі від пізніших інтерполяцій. Робота ця ще попереду.
У 1934 іранський уряд відсвяткував тисячолітній ювілей Фірдоусі, з нагоди якого в Тегерані відбувся міжнародний конгрес іраністів, що закінчився урочистим відкриттям розкішного мавзолею Фірдоусі у Тусі, на ймовірному місці його поховання. Мавзолей побудований за кресленнями архітектора Біхзада в стилі домусульманського Ірану.